# Bird (下川みくにの曲)
「Bird」（バード）は、2007年3月14日に発売された下川みくにの13作目のシングル。販売元はポニーキャニオン。

## 解説
前作「南風/もう一度君に会いたい」から1年7か月振りにリリースされたシングル。収録された3曲全て、下川の作詞による曲。タイトル曲「Bird」は、劇場アニメ『キノの旅 病気の国 -For You-』（2007年4月21日公開）のエンディングテーマとなった。
初回限定盤と通常盤の2種類が存在し、ジャケットのカラーは初回盤がピンク、通常盤が■黄色であり、下川の写真も違ったものになっている。このうち、初回盤のみDVDとの2枚組で、DVDには2006年12月21日にSHIBUYA BOXXでのコンサートの映像、下川のブログ「miQlog」で使われた動画のダイジェスト映像、劇場版『キノの旅』のプロモーションムービーが収録されている。価格も、通常盤は1890円（税抜1800円）、通常盤は1260円（税抜1200円）と異なっている。  
3曲ともアルバムにも収録。このうち、『Heavenly』に収録された「手紙」については、同じアルバムにこの続編的な曲「手紙 〜第2章〜」が一緒に収録されている。

## 収録曲

### CD
全作詞：下川みくに
1. Bird [5:01]
作曲：下川みくに、編曲：Sin
2. 手紙 [4:31]
作曲：松ヶ下宏之、編曲：NapsaQ
3. キミの願い [4:32]
作曲：松ヶ下宏之、編曲：NapsaQ
4. Bird（instrumental） [5:02]

### DVD (初回盤のみ)
1. SHIBUYA BOXX（2006年12月21日）コンサートの映像でのコンサートの映像（4曲ほど）
2. ブログ「miQlog」での動画のダイジェスト映像
3. 劇場版『キノの旅』のプロモーションムービー

## 収録アルバム
- さよならも言えなかった夏（『Bird（album mix）』『キミの願い』）
- Heavenly（『手紙』）
- Reprise 〜下川みくにアニソンベスト〜（『Bird』Disc.2収録）
- 翼 〜Very Best of Mikuni Shimokawa〜（『Bird』『キミの願い』）